# Good News for People Who Love Bad News
Good News for People Who Love Bad News è il quarto album registrato dal gruppo alternative rock dei Modest Mouse.
Pubblicato il 6 aprile 2004 dalla Epic Records, è stato distribuito sia in versione CD che in vinile 180g/m². Successivamente, precisamente l'11 ottobre 2005, l'album è uscito anche in edizione con un doppio disco. I primi due singoli, Float On e Ocean Breathes Salty, hanno entrambi debuttato nella rotazione radiofonica statunitense nella prima metà del 2004.
Le edizioni doppio disco e in vinile contengono anche il B-side I've Got It All (Most). Nel vinile, infatti, la traccia è inserita alla fine dell'album, mentre nel doppio disco si trova tra Bury Me with It e Dance Hall. La canzone Bukowski è dedicata al poeta Charles Bukowski. The Good Times Are Killing Me, invece, doveva essere originariamente pubblicata in normal mix, mentre è stata poi mixata dal gruppo The Flaming Lips. La Dirty Dozen Brass Band compare nella prima traccia e nella nona, ossia rispettivamente Horn Intro e This Devil's Workday (nell'edizione doppio disco, invece della traccia nove, si tratta della decima). Anche il video della canzone The World at Large è stato inserito nell'edizione doppio disco ed è chiamato Stiff Animal Fantasy.
È stato nominato come miglior album del 2004 dalla Planet Sound. Inoltre, ha ricevuto una nomination ai Grammy per il Best Alternative Album. Ad agosto 2004, l'album è stato riconosciuto come disco di platino dalla RIAA. Al 19 marzo 2007, ha venduto un milione e mezzo di copie soltanto negli Stati Uniti.

## Tracce
Tutte le canzoni sono scritte e composte da Isaac Brock, Dann Gallucci ed Eric Judy.
1. Horn Intro 0.09
2. The World at Large 4.32
3. Float On 3.28
4. Ocean Breathes Salty 3.49
5. Dig Your Grave 0.13
6. Bury Me with It 3.49
7. Dance Hall 2.57
8. Bukowski 4.14
9. This Devil's Workday 2.19
10. The View 4.13
11. Satin in a Coffin 2.35
12. Interlude (Milo) 0.58
13. Blame It on the Tetons 5.25
14. Black Cadillacs 2.43
15. One Chance 3.04
16. The Good Times Are Killing Me 4.16

La traccia I've Got It All (Most) è inserita tra Bury Me with It e Dance Hall nell'edizione doppio disco, mentre alla fine dell'album in quella in vinile.

### Edizione doppio disco
- Tutte le tracce sono in Dolby Digital.
- Inclusi i video di Float On e Ocean Breathes Salty.
- Il video di Stiff Animal Fantasy.
- Photogallery
- Interviste